# Большой Рамыл
Большой Рамыл — деревня в Тугулымском городском округе Свердловской области, России.

## Географическое положение
Деревня Большой Рамыл муниципального образования «Тугулымского городского округа» расположена в 27 километрах к юго-западу от посёлка Тугулым (по автотрассе в 47 километрах), на левом берегу реки Беляковка (правый приток реки Пышма), в устье реки Рамыль.

## Население
| 2002 | 2010 | 2021 |
| ---- | ---- | ---- |
| 167  | ↘93  | ↘49  |